# 平翔太
平 翔太（たいら しょうた、2003年11月18日 - ）は、日本のラグビー選手。

## プロフィール
- 福岡県出身[1]。
- ポジションはセンター(CTB)。
- 身長 178 cm、体重 94 kg
- U20日本代表に選ばれたことがある[2]。

## 略歴
2022年、東福岡高校卒業後、明治大学に入学。なお東福岡高校時代、高校日本代表候補に選ばれたことがある。
2025年、明治大学ラグビー部の主将に就任。